# Jessie Jacobs
Jessica "Jessie" Madison Jacobs, född 14 november 1990 i Melbourne, Australien, död 10 maj 2008, var en australisk skådespelare och sångare.
Jacobs spelade Melanie Atwood i andra säsongen av The Saddle Club (Stallkompisar), Molly i Worst Best Friends, Jennifer McPhail i Fergus McPhail samt Emily i Hollys hjältar. 
10 maj 2008 halkade hon ner på ett järnvägsspår vid Cheltenham Railway Station och blev överkörd av ett inkommande tåg.

## Filmografi (komplett)
- 2005 – Hollys hjältar (TV-serie)
- 2004 – Fergus McPhail (TV-serie)
- 2003 – Stallkompisar (TV-serie)
- 2002 – Worst Best Friends (TV-serie)